# Albrecht Cordes
Albrecht Cordes (né le 31 octobre 1958 à Hagen) est un historien du droit allemand.

## Biographie
Albrecht Cordes obtient son doctorat en 1992 à la faculté de droit de l'Université de Fribourg-en-Brisgau. Dans sa thèse, il traite des salons et des sociétés de salons du Rhin supérieur et du nord de la Suisse. En 1997, il termine son habilitation sur le commerce corporatif de la fin du Moyen Âge dans la région hanséatique. L'ouvrage est publié en 1998 dans le volume 45 de la série Quellen und Darstellungen zur hansischen Geschichte. Dans les années 1997 à 1999, il esté professeur suppléant à Wurtzbourg, Cologne et Fribourg. Il refuse un poste à l'Université de Cologne et accepte un poste à l'Université Johann Wolfgang Goethe de Francfort-sur-le-Main. Il y prend la chaire d'histoire du droit médiéval, d'histoire du droit moderne et de droit civil en 1999.
En 2000, il devient membre du conseil d'administration et prend la présidence du conseil consultatif scientifique de la Société de recherche sur la Chambre impériale de Wetzlar, qu'il confie à Anja Amend-Traut en 2012. En 2002, il refuse une nomination à l'Université de Göttingen. La même année, il est professeur invité au Levin College of Law de l'Université de Floride et devient également membre du conseil d'administration de la Société historique hanséatique (de). De 2002 à 2007, Cordes est porte-parole de l'École internationale de recherche Max-Planck pour l'histoire juridique comparée et en 2007/08, il est membre du Collège historique (de) à Munich. Un poste de professeur invité à l'Université de Tokyo a suivi en 2009. Cordes est impliqué de manière significative dans l'acquisition du focus LOEWE "Résolution extrajudiciaire et judiciaire des conflits" (2012-2015). En 2014, il enseigne de nouveau en tant que professeur invité au Levin College of Law de l'Université de Floride et en 2015, il est professeur invité à Tel-Aviv. Il est chargé de cours de liaison pour la Fondation Friedrich-Naumann pour la liberté à l'Université de Francfort. De 2017 à septembre 2019, il est doyen de la faculté de droit de l'université Goethe. L'un des axes de son travail est la mise en place d'un programme UniRep pour les étudiants afin d'améliorer la préparation aux examens.
Cordes est co-éditeur du Handwörterbuch zur deutschen Rechtsgeschichte (de) et est membre permanent du comité exécutif de LOEWE (de) focus sur la résolution extrajudiciaire et judiciaire des conflits, un projet de recherche interdisciplinaire conjoint dans le cadre du programme d'excellence de Hesse. De 2015 à 2018 il est impliqué dans le domaine de recherche spécial 1095 « Schwächediskurse und Ressourcenregime » avec un sous-projet sur le droit de la Ligue hanséatique. Il est membre de la Commission historique de Francfort et de l'Association d'histoire constitutionnelle (de).

## Travaux (sélection)
- Stuben und Stubengesellschaften. Zur dörflichen und kleinstädtischen Verfassungsgeschichte am Oberrhein und in der Nordschweiz. G. Fischer, Stuttgart 1993.
- Spätmittelalterlicher Gesellschaftshandel im Hanseraum. Böhlau, Köln 1998.
- Flandrischer Copiar Nr. 9. Juristischer Kommentar, in: Carsten Jahnke, Antjekathrin Graßmann (Hrsg.): Seerecht im Hanseraum des 15. Jahrhunderts. Edition und Kommentar zum Flandrischen Copiar Nr. 9, Lübeck 2003,  (ISBN 978-3-7950-0476-7), S. 119–144.
- (gemeinsam mit Karin Nehlsen-von Stryk, Karl Kroeschell (de)): Deutsche Rechtsgeschichte, Bd. 2. 9. Auflage, Böhlau, Köln, UTB, Stuttgart 2008,  (ISBN 978-3-8252-2735-7).
- (Hrsg. gemeinsam mit Anja Amend-Traut, Wolfgang Sellert (de)): Geld, Handel, Wirtschaft. Höchste Gerichte im Alten Reich als Spruchkörper und Institution. De Gruyter, Berlin/Boston 2013.
- (Hrsg. gemeinsam mit Serge Dauchy): Eine Grenze in Bewegung. Private und öffentliche Konfliktlösung im Handels- und Seerecht = Une frontière mouvante. Justice privée et justice publique en matières commerciales et maritimes. (= Schriften des Historischen Kollegs, Kolloquien. Band 81), Oldenbourg, München 2013,  (ISBN 978-3-486-71799-0) (Digitalisat).
- (Hrsg.): Mit Freundschaft oder mit Recht? Inner- und außergerichtliche Alternativen zur kontroversen Streitentscheidung im 15.–19. Jahrhundert. Böhlau, Köln 2015.
- Lex maritima? Local, regional and universal maritime law in the Middle Ages, in: Wim Blockmans / Mikhail Krom / Justyna Wubs-Mrozewicz (Hrsg.): The Routledge Handbook of Maritime Trade around Europe 1300–1600. Commercial Networks and Urban Autonomy, 2017,  (ISBN 978-1-138-89950-6), S. 69–85.
- mit Natalija Ganina und Jan Lokers (de): Der Bardewiksche Codex des Lübischen Rechts von 1294 (Band 1: Faksimile und Erläuterungen). Nünnerich-Asmus, Oppenheim 2021,  (ISBN 978-3-96176-166-1).
- mit Natalija Ganina und Jan Lokers: Der Bardewiksche Codex des Lübischen Rechts von 1294 (Band 2: Edition, Textanalyse, Entstehung und Hintergründe). Nünnerich-Asmus, Oppenheim 2021,  (ISBN 978-3-96176-170-8).
- Der Bardewiksche Codex des Lübischen Rechts von 1294 (Band 3: Rechtshistorischer Kommentar). Nünnerich-Asmus, Oppenheim 2022,  (ISBN 978-3-96176-178-4).